# Таутенбург
Таутенбург (њем. Tautenburg) општина је у њемачкој савезној држави Тирингија. Једно је од 93 општинска средишта округа Зале-Холцланд. Према процјени из 2010. у општини је живјело 299 становника. Посједује регионалну шифру (AGS) 16074096.

## Географски и демографски подаци
Таутенбург се налази у савезној држави Тирингија у округу Зале-Холцланд. Општина се налази на надморској висини од 230 метара. Површина општине износи 12,7 km². У самом мјесту је, према процјени из 2010. године, живјело 299 становника. Просјечна густина становништва износи 24 становника/km².